# Line Corporation
A Line Corporation (LINE株式会社) mobilapplikációkat és internetszolgáltatásokat fejlesztő japán cég, a dél-koreai Naver internetes tartalomszolgáltató leányvállalata.

## Története
A Line Corporationt 2000. szeptember 4-én alapította a dél-koreai Naver Corporation játékfejlesztő „Hangame Japan Corporation” néven. A vállalatot 2003. augusztus 24-én átnevezték „NHN Japan Corporationre”. A cég 2013. április 1-je óta „Line Corporation” néven működik.

## Termékei

### Line
A Line okostelefonos, windowsos és maces alkalmazás, mellyel a felhasználói felhívhatják egymást és üzeneteket válthatnak, országos és nemzetközi szinten egyaránt. A szolgáltatás 2011 júniusában indult, azóta a világ több mint 230 országában elérhető.

### Line Music
A Line Music zene streaming-szolgáltatás, mely Japán és Thaiföld területén érhető el.

### Line Webtoon
A Line Webtoon jelentős nemzetközi webképregény-szindikátus.

### Livedoor
A Livedoor japán webportál, mely Livedoor Blog néven blogszolgáltatást, illetve Livedoor News néven hírportált is üzemeltet.

### Mobiltelefonos videójátékok
A Line mobiltelefonos videójátékokat is megjelentet, köztük például a Line Cookie Run vagy a Disney Tsum Tsum című játékokat. Utóbbi a 2015-ös évben 326 millió amerikai dollárnyi bevétellel a kilencedik legtöbb bevételt hozó mobiltelefonos videójátéka volt.